# EHC Winterthur
EHC Winterthur är en schweizisk ishockeyklubb från Winterthur som spelar i Nationalliga B (NLB), den schweiziska andradivisionen. Klubben bildades 1929 och gick upp i NLB för första gången 1961, där Winterthur höll sig kvar i två säsonger innan man åkte ur. Efter degraderingen slogs klubben ihop med den andra Winterthur-klubben EHC Veltheim den 30 maj 1963. Med anledning av detta anges ibland även 1963 som klubbens grundandeår.
Winterthur spelar sina hemmamatcher i Eishalle Deutweg som invigdes 2002 och har en kapacitet på cirka 2 500 åskådare.

### Fotnoter
1. ↑  ”Verein Portrait” (på tyska). EHC Winterthur. Arkiverad från originalet den 27 december 2015. https://web.archive.org/web/20151227152746/http://www.ehc-winterthur.ch/index.php/ueber-uns/verein-portrait. Läst 26 december 2015.